# Академічна спільнота

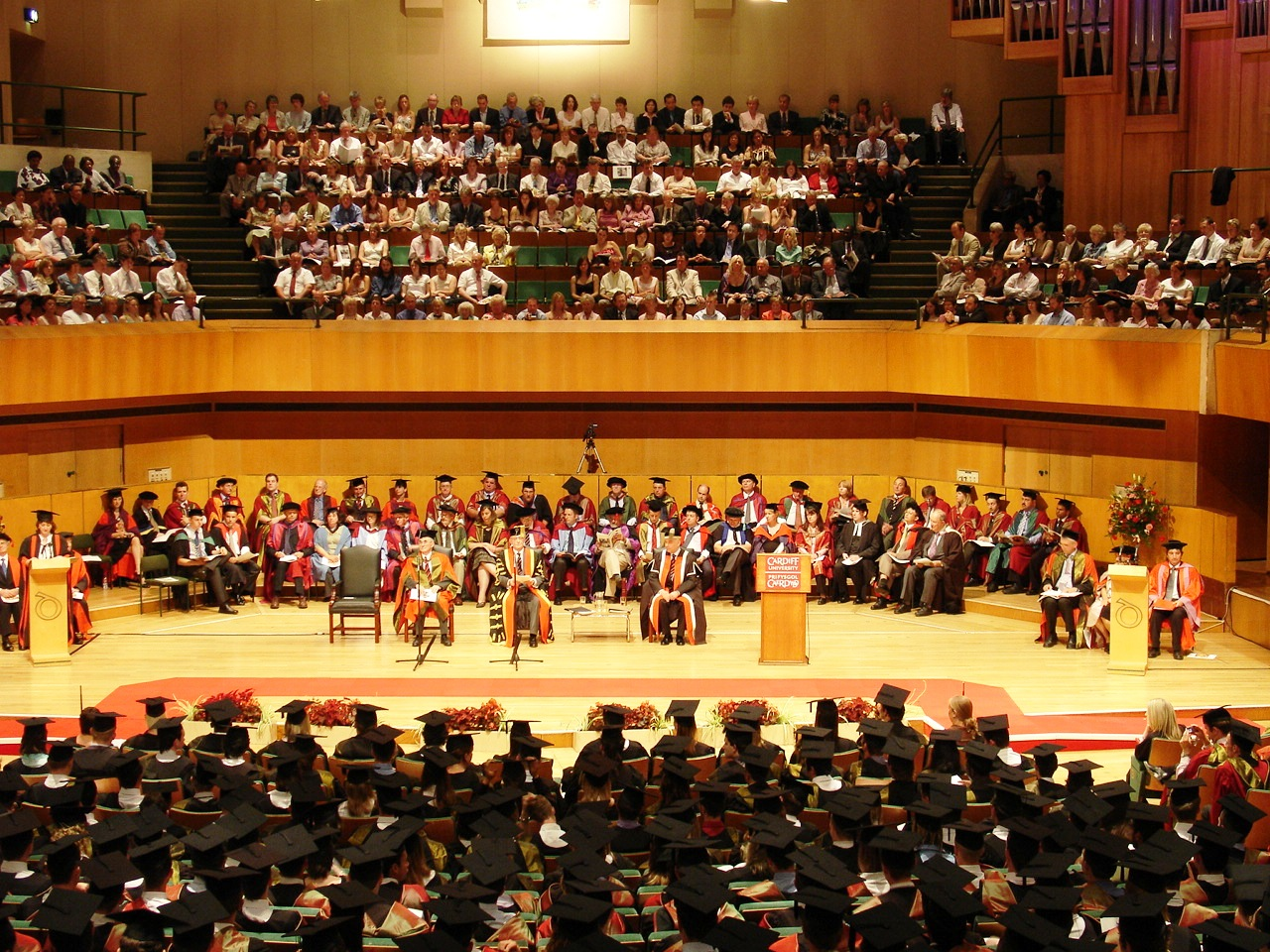
Академічна спільнота Кардіффського університету під час студентської випускної церемонії.

Академічна спільнота (академічне співтовариство) — усталений український термін на позначення світової спільноти викладачів і дослідників наукових товариств, навчальних та дослідницьких інституцій найвищого рівня (університети, інститути та власне академії). На Заході для цього використовується термін academia, який також позначає академічну культуру накопичення знань, їхнього розвитку, впорядкування та передачі від покоління до покоління через практиків та зберігачів, мережу установ і організацій, які цим займаються, а ще академічну традицію. В українській мові слово «академія» у такому значенні вживається рідко, зазвичай використовуються окремі поняття і словосполучення для тих чи інших аспектів значення: академічна спільнота, академічна культура, академічна традиція, академічні установи, академічний світ, академічне знання тощо.
В Україні академічна спільнота зазвичай є синонімічним поняттям до університетської спільноти, однак в «Етичному кодексі Київського національного університету імені Тараса Шевченка» ці терміни розрізняються. Академічна спільнота визначається як «усі члени університетської спільноти, які беруть участь в освітній та науковій діяльності Університету», а університетська спільнота, у свою чергу, як «професорсько-викладацький склад, адміністрація Університету та його структурних підрозділів, наукові працівники, слухачі підготовчих відділень, студенти, аспіранти, докторанти, навчально-допоміжний персонал, працівники адміністративно-господарської частини».
Академічна спільнота є ширшим поняттям за наукову спільноту, оскільки академічні дослідження можуть стосуватися тих сфер знання, які не є наукою у строгому сенсі слова (філософія, мистецтво, теологія тощо).

## Історія
Академічна спільнота у класичному європейському розумінні зародилася в Академії Платона, а згодом була розвинена в неоплатонічних академіях пізньої античності, у середовищі середньовічних християнських університетів, у гуртках гуманістів доби Відродження і в різноманітних навчальних, мистецьких, дослідницьких і наукових закладах 17-18 століття. У 19-20 столітті низка філософів (Вільгельм фон Гумбольдт, Генрі Ньюмен, Хосе Ортега-і-Гассет, Карл Ясперс, Ярослав Пелікан) працювала над проблемами академічної спільноти, що призвело до появ різних філософських концепцій академії або університету як місць, де поєднується дослідницька та нереміснича («універсальна») навчальна діяльність.

## Учасники
До членів сучасної академічної спільноти зазвичай зараховують такі категорії:
- науковці та інші дослідники
- професори та інший викладацький персонал вищих навчальних закладів
- адміністрація вищих навчальних закладів та науково-дослідних установ
- керівники та редактори академічних і наукових видавництв
- бібліографи та університетські бібліотекарі
- докторанти, аспіранти та здобувачі наукових ступенів
- студенти вищих навчальних закладів

## Межі академічної спільноти
Консенсусу щодо меж академічної спільноти у світі наразі не існує. Погляди на межі визначаються школою філософії науки, на яку спирається та чи інша навчальна або дослідницька установа. Наприклад, радикальний сцієнтизм прагне вивести за межі академічної спільноти всіх дослідників і викладачів, які не займаються точними чи природничими науками. Натомість антисцієнтизм наполягає на обов'язковому включення до сфери науки гуманітарних наук і знань (філософія, мистецтво, теологія), які не мають такого строго наукового методу, як точні і природничі, але пояснюють сфери, які недоступні чи нецікаві останнім, і, при цьому, є добросовісними дослідженнями, а не псевдонаукою. Існує також багато проміжних підходів (наприклад, коли філософія включається, але деякі її розділи, як-от метафізика чи естетика, виключаються).